# Rita Levi-Montalcini
Rita Levi-Montalcini (ur. 22 kwietnia 1909 w Turynie, zm. 30 grudnia 2012 w Rzymie) – włoska lekarka, embriolog i neurolog, laureatka Nagrody Nobla w dziedzinie medycyny (1986), senator dożywotni.

## Życiorys
Urodziła się w Turynie jako córka Adama Leviego i Adele Montalcini; jej rodzice byli Żydami sefardyjskimi. Miała trójkę rodzeństwa: siostrę bliźniaczkę Paolę (malarkę), siostrę Annę Marię oraz brata Gina (inżyniera i architekta). Była niezamężna i bezdzietna.
W latach 1930–1936 studiowała medycynę na Uniwersytecie Turyńskim. Karierę akademicką, jako osobie pochodzenia żydowskiego, uniemożliwiły jej przyjęte przez faszystowskie władze przepisy prawa (Manifesto della razza). Utworzyła prowizoryczne i niejawne laboratorium we własnej sypialni, by kontynuować prace nad analizą wzrostu komórek nerwowych. Ponieważ nie mogła publikować artykułów we Włoszech, swoje prace wysyłała do redakcji czasopism naukowych w Szwajcarii i Belgii.
W 1947 wyjechała do USA na zaproszenie Washington University in St. Louis; w latach 1956–1977 była profesorem tej uczelni. Kierowała instytutem neurobiologii przy Consiglio Nazionale delle Ricerche w Rzymie. Została przyjęta w poczet m.in. Papieskiej Akademii Nauk.
Prowadziła badania dotyczące wzrostu komórek nerwowych. Później zajęła się wzrostem unerwienia czuciowego w zarodkach kury, którym przeszczepiono mysi nowotwór. Odkryła tzw. czynnik wzrostu nerwu (NGF), pobudzający wzrost komórek nerwowych. W 1986, za odkrycia o istotnym znaczeniu dla zrozumienia mechanizmów regulujących wzrost komórek i narządów zarówno zwierząt oraz ludzi, otrzymała Nagrodę Nobla (wspólnie ze Stanleyem Cohenem). W 1987 wyróżniona National Medal of Science. Była autorką publikacji naukowych, m.in. In Praise of Imperfection (1988).
1 sierpnia 2001 prezydent Carlo Azeglio Ciampi w uznaniu zasług mianował ją dożywotnim senatorem. Rita Levi-Montalcini zasiadała w Senacie XIV, a następnie XV i XVI kadencji, w trakcie której w 2012 zmarła.

## Odznaczenia
W 1987 została odznaczona Krzyżem Wielkim Orderu Zasługi Republiki Włoskiej. W 2008 otrzymała francuską Legię Honorową V klasy.